# Maximilian Mayer (Archäologe)
Maximilian Mayer (auch Massimiliano Mayer; * 30. August 1856 in Prenzlau; † 1939) war ein deutscher Klassischer Archäologe.
Mayer studierte nach dem Besuch des Gymnasiums zum Grauen Kloster in Berlin Klassische Archäologie und Philologie in Berlin und Bonn und wurde 1883 in Berlin bei Carl Robert promoviert. Von 1889 bis 1893 unternahm er ausgedehnte Studienreisen durch Europa und Kleinasien. Danach arbeitete er zehn Jahre in Bari, wo er von 1894 bis 1903 der erste Direktor des Museo Archeologico Nazionale war. Er veröffentlichte 1899 den ersten Sammlungskatalog des Museums. In Bari wurde später die Via Massimiliano Mayer nach ihm benannt.
1909 kehrte Mayer nach Deutschland zurück und arbeitete in der Handschriftenabteilung des Verlags Hiersemann in Leipzig. Sein Alter verbrachte er in materieller Armut. Theodor Wiegand rief anlässlich seines 80. Geburtstages 1936 zu einer Spendensammlung für ihn auf.
Maximilian Mayer war ab 1893 korrespondierendes und ab 1911 ordentliches Mitglied des Deutschen Archäologischen Instituts.

## Veröffentlichungen
- De Euripidis mythopoeia capita duo. Berlin 1883 (= Dissertation)
- Der Protesilaos des Euripides. In: Hermes 20 (1885) S. 101–143
- Die Giganten und Titanen in der antiken Sage und Kunst. Berlin 1887
- Breve guida al museo provinciale di Bari. Bari 1899
- Le stazioni preistoriche di Molfetta. Relazione sugli scavi eseguiti nel 1901. Bari 1904
- La Coppa Tarantina di argento dorato del Museo Provinciale di Bari. Bari 1910
- Apulien vor und während der Hellenisierung. Leipzig 1914
- Molfetta und Matera. Zur Prähistorie Süditaliens und Siciliens. Leipzig 1924